# Symphyotrichum

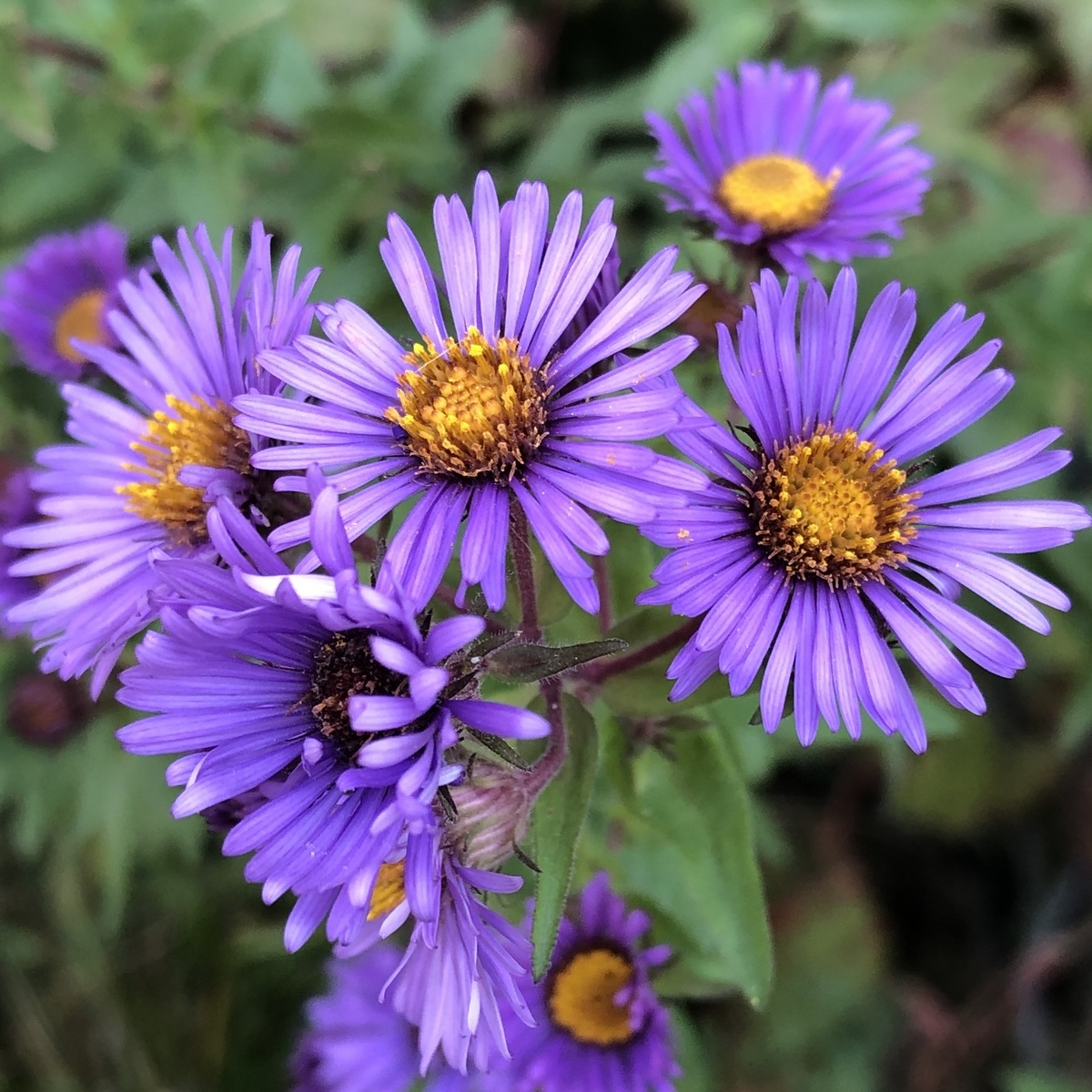
Aster nowoangielski

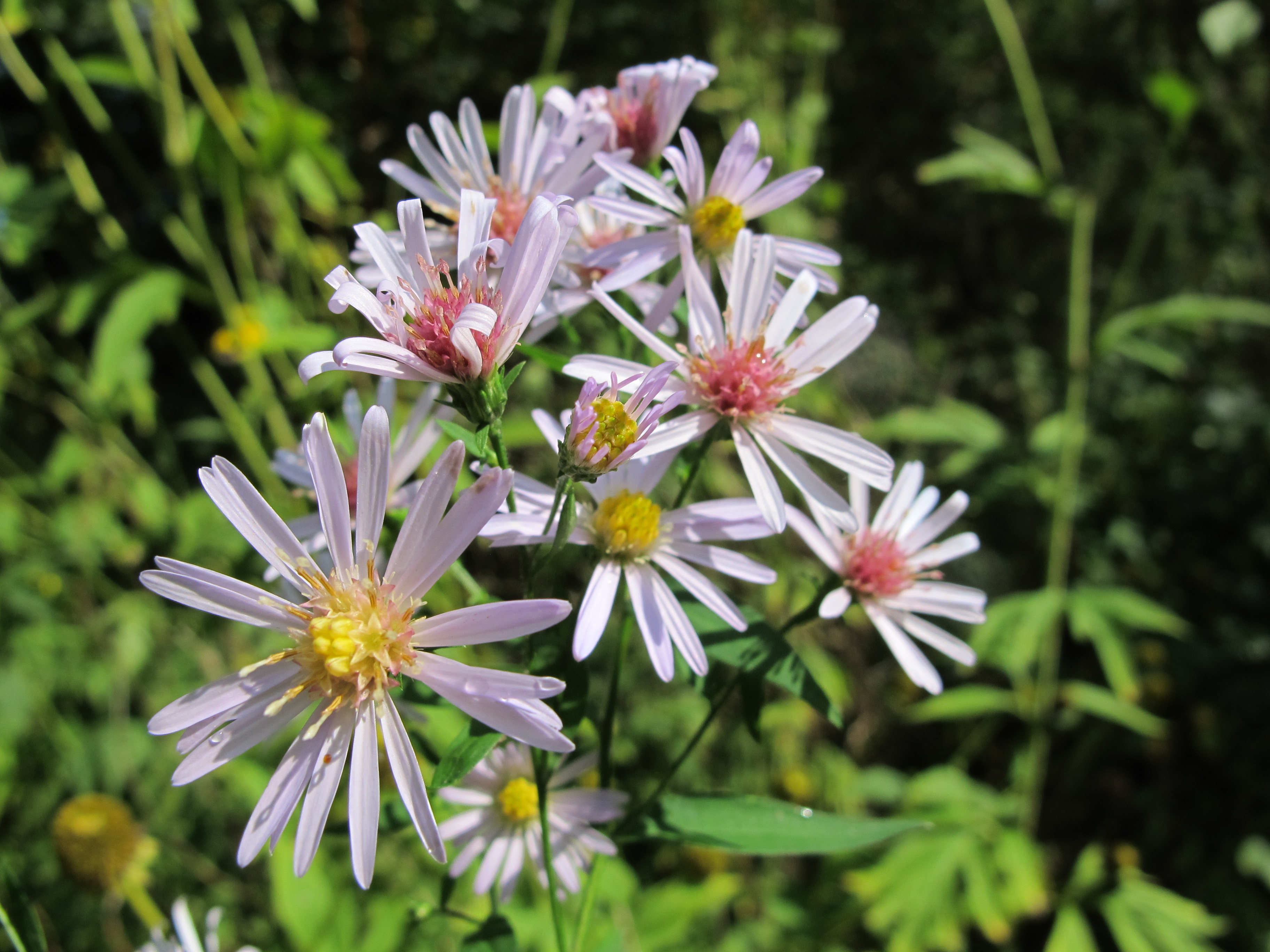
Aster lancetowaty

Symphyotrichum Ness – rodzaj roślin nasiennych z rodziny astrowatych (Asteraceae). Obejmuje ok. 100 gatunków, przy czym do lat 90. XX wieku rośliny tu zaliczane były powszechnie włączane do rodzaju aster Aster. Zasięg rodzaju obejmuje Amerykę Północną, Południową oraz środkową i wschodnią Azję. Najbardziej zróżnicowany jest w Ameryce Północnej, gdzie występuje 76 gatunków. W Polsce liczne gatunki i mieszańce z tego rodzaju są uprawiane, a 6 występuje też w naturze jako zdziczałe i zadomowione antropofity.
Liczne gatunki i ich mieszańce są uprawiane jako rośliny ozdobne, także w setkach odmian ozdobnych. Do najbardziej popularnych w uprawie należą: aster nowoangielski S. novae-angliae, aster nowobelgijski S. novi-belgii, aster karłowaty S. dumosum. Lokalnie niektóre gatunki wykorzystywane są jako rośliny lecznicze.

## Morfologia

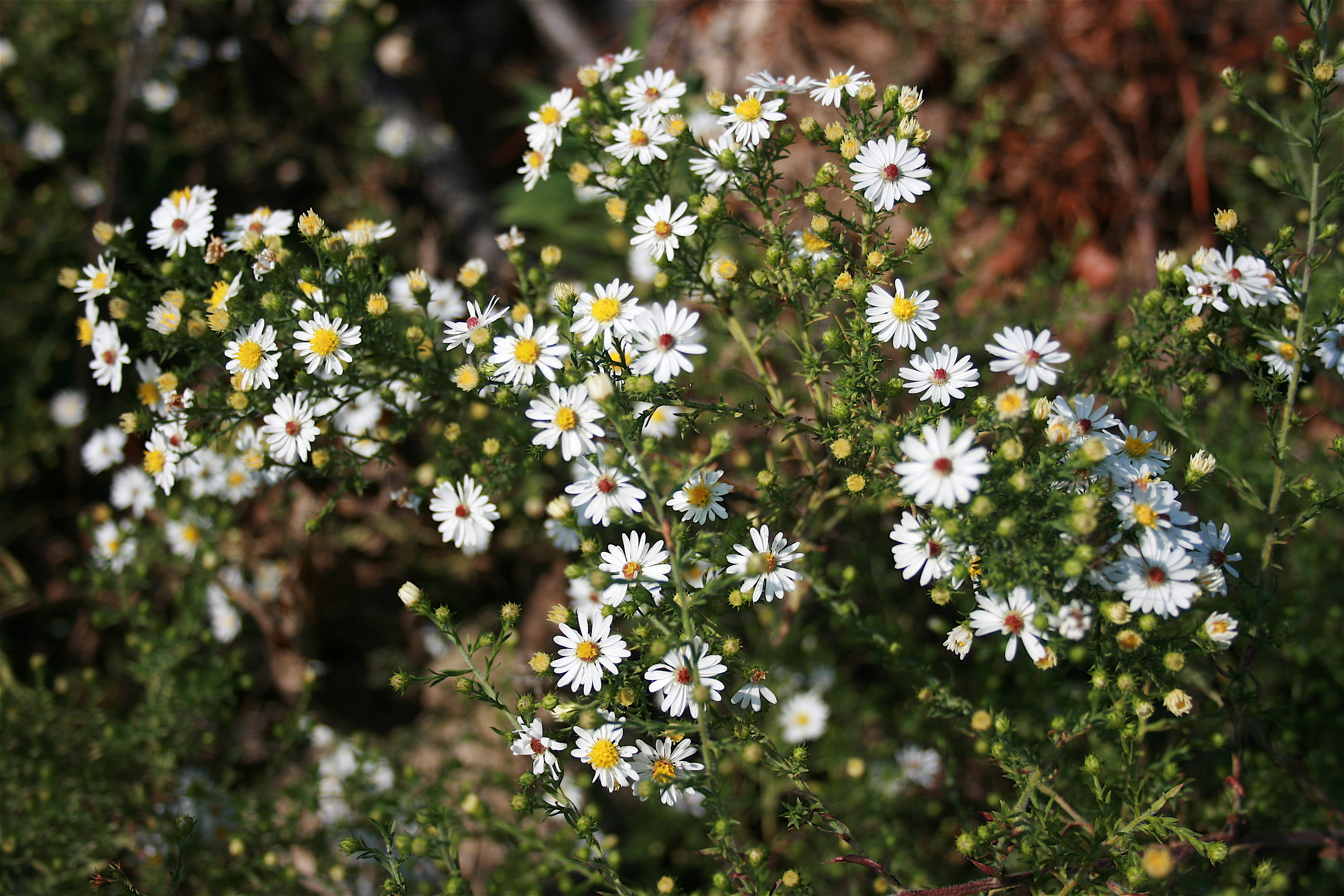
Symphyotrichum ericoides

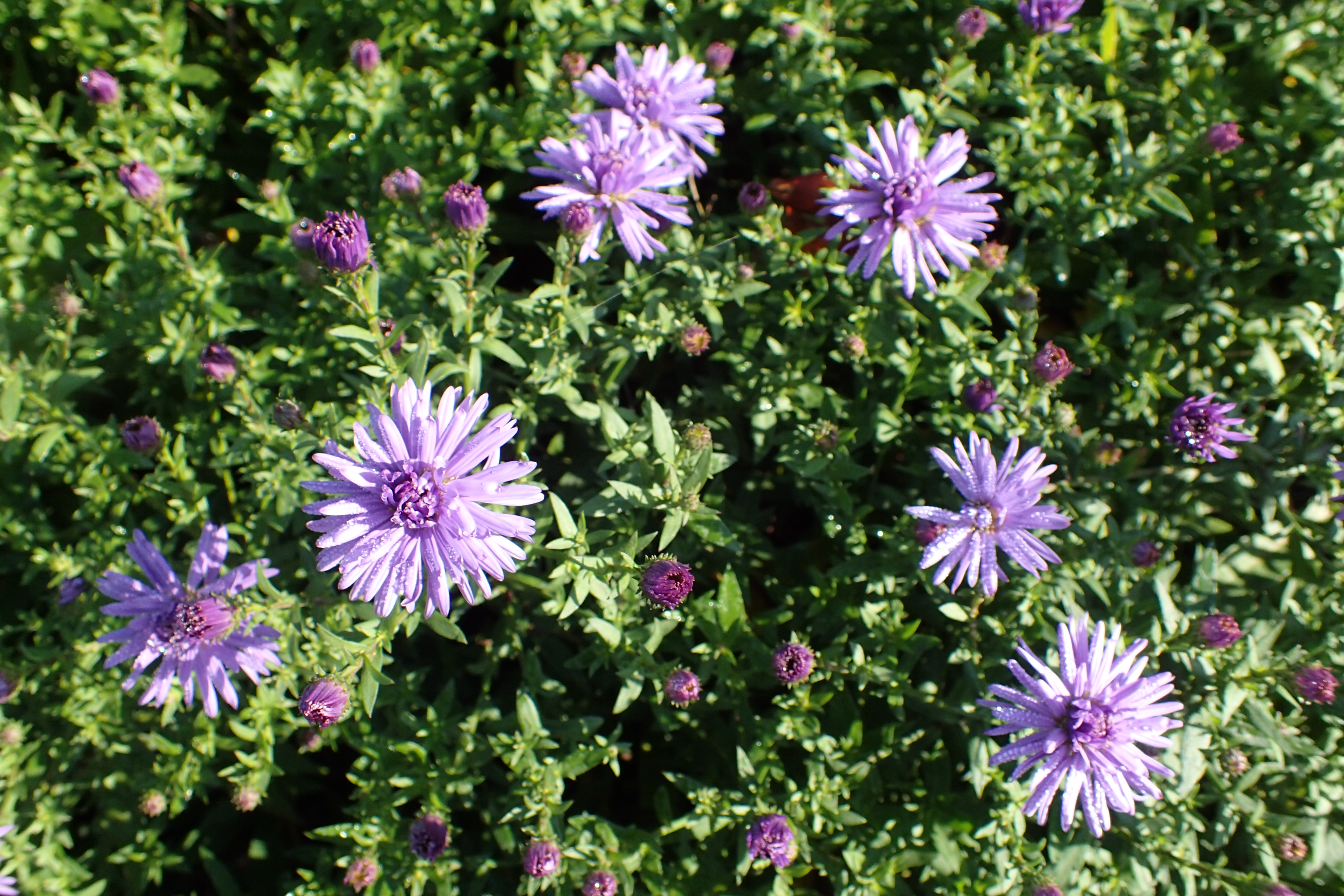
Aster karłowaty odmiana 'Countess of Dudley'

PokrójRośliny zielne (byliny) z kłączem i korzeniami wiązkowymi.
LiścieSkrętoległe, ogonkowe do siedzących i obejmujących łodygę, od równowąskich do sercowatych, całobrzegie lub ząbkowane, często podwinięte na brzegu.
KwiatyZebrane w koszyczki, a te z kolei zwykle w wiechowaty lub baldachogroniasty kwiatostan złożony. Okrywy koszyczków są wąskodzwonkowate do półkulistych, ich listki wyrastają zwykle w 3–7 rzędach, zwykle zielone na brzegu i jaśniejsze u nasady. Zewnętrzne w koszyczku kwiaty języczkowate o zwykle długim płatku, białym, niebieskim lub fioletowym. Wewnątrz koszyczka występują żółte kwiaty rurkowate, zwykle nieco fioletowe na szczytach łatek, łatki trójkątne, wzniesione lub rozpostarte.
OwoceNiełupki wąskojajowate, ścieśnione z puchem kielichowym.

## Systematyka
Rodzaj Symphyotrichum należy do podplemienia Asterinae plemienia Astereae podrodziny Asteroideae w obrębie rodziny astrowatych Asteraceae.
Rośliny tu zaliczane były włączane do rodzaju aster Aster w jego tradycyjnym, szerokim ujęciu (dominującym do lat 90. XX wieku). Podobieństwo morfologiczne okazało się jednak mylące, ponieważ spowodowało skupienie w jednym rodzaju gatunków często odlegle spokrewnionych. Rodzaj Symphyotrichum wyodrębniony został na początku lat 90. XX wieku przez Nesoma, wraz z innymi rodzajami północnoamerykańskimi. Analizy morfologiczne i molekularne wykazały, że rodzaj ten (i szereg innych wyodrębnionych z Aster) jest bliżej spokrewniony z takimi rodzajami północnoamerykańskimi jak nawłoć Solidago, konyza Conyza, przymiotno Erigeron niż z euroazjatyckimi astrami. 
Gatunki dziczejące i zadomowione już w Polsce
- aster drobnokwiatowy Aster tradescantii L. ≡ Symphyotrichum tradescanti (L.) G.L.Nesom
- aster lancetowaty Aster lanceolatus Willd. ≡ Symphyotrichum lanceolatum (Willd.) G.L.Nesom
- aster nowoangielski, a. amerykański Aster novae-angliae L. ≡ Symphyotrichum novae-angliae (L.) G.L.Nesom
- aster nowobelgijski, a. wirginijski Aster novi-belgii L. ≡ Symphyotrichum novi-belgii (L.) G.L.Nesom
- aster sercolistny Symphyotrichum cordifolium (L.) G.L.Nesom[7]
- aster wierzbolistny Aster × salignus Willd. ≡ Symphyotrichum × salignum (Willd.) G.L.Nesom

Wykaz gatunków
- Symphyotrichum adnatum (Nutt.) G.L.Nesom
- Symphyotrichum × amethystinum (Nutt.) G.L.Nesom
- Symphyotrichum anomalum (Engelm.) G.L.Nesom
- Symphyotrichum anticostense (Fernald) G.L.Nesom
- Symphyotrichum ascendens (Lindl.) G.L.Nesom
- Symphyotrichum × batesii (Rydb.) G.L.Nesom
- Symphyotrichum bimater (Standl. & Steyerm.) G.L.Nesom
- Symphyotrichum boreale (Torr. & A.Gray) Á.Löve & D.Löve
- Symphyotrichum bracteolatum (Nutt.) G.L.Nesom
- Symphyotrichum bullatum (Klatt) G.L.Nesom
- Symphyotrichum burgessii (Britton) G.L.Nesom
- Symphyotrichum campestre (Nutt.) G.L.Nesom
- Symphyotrichum carnerosanum (S.Watson) G.L.Nesom
- Symphyotrichum chapmanii (Torr. & A.Gray) Semple & Brouillet
- Symphyotrichum chihuahuense G.L.Nesom
- Symphyotrichum chilense (Nees) G.L.Nesom
- Symphyotrichum ciliatum (Ledeb.) G.L.Nesom
- Symphyotrichum ciliolatum (Lindl.) Á.Löve & D.Löve
- Symphyotrichum × columbianum (Piper) G.L.Nesom
- Symphyotrichum concolor (L.) G.L.Nesom
- Symphyotrichum cordifolium (L.) G.L.Nesom – aster sercolistny[13]
- Symphyotrichum defoliatum (Parish) G.L.Nesom
- Symphyotrichum depauperatum (Fernald) G.L.Nesom
- Symphyotrichum divaricatum (Nutt.) G.L.Nesom – aster rozkrzewiony
- Symphyotrichum drummondii (Lindl.) G.L.Nesom
- Symphyotrichum dumosum (L.) G.L.Nesom – aster karłowaty
- Symphyotrichum elliottii (Torr. & A.Gray) G.L.Nesom
- Symphyotrichum ericoides (L.) G.L.Nesom
- Symphyotrichum eulae (Shinners) G.L.Nesom
- Symphyotrichum expansum (Poepp. ex Spreng.) G.L.Nesom
- Symphyotrichum falcatum (Lindl.) G.L.Nesom
- Symphyotrichum fendleri (A.Gray) G.L.Nesom
- Symphyotrichum × finkii (Rydb.) G.L.Nesom
- Symphyotrichum firmum (Nees) G.L.Nesom
- Symphyotrichum foliaceum (Lindl. ex DC.) G.L.Nesom
- Symphyotrichum fontinale (Alexander) G.L.Nesom
- Symphyotrichum frondosum (Nutt.) G.L.Nesom
- Symphyotrichum georgianum (Alexander) G.L.Nesom
- Symphyotrichum glabrifolium (DC.) G.L.Nesom
- Symphyotrichum graminifolium (Spreng.) G.L.Nesom
- Symphyotrichum grandiflorum (L.) G.L.Nesom
- Symphyotrichum × gravesii (E.S.Burgess) G.L.Nesom
- Symphyotrichum greatae (Parish) G.L.Nesom
- Symphyotrichum hallii (A.Gray) G.L.Nesom
- Symphyotrichum hendersonii (Fernald) G.L.Nesom
- Symphyotrichum hintonii (G.L.Nesom) G.L.Nesom
- Symphyotrichum jessicae (Piper) G.L.Nesom
- Symphyotrichum laeve (L.) Á.Löve & D.Löve – aster gładki[13]
- Symphyotrichum lanceolatum (Willd.) G.L.Nesom – aster lancetowaty
- Symphyotrichum lateriflorum (L.) Á.Löve & D.Löve – aster bocznolistny[13]
- Symphyotrichum laurentianum (Fernald) G.L.Nesom
- Symphyotrichum lentum (Greene) G.L.Nesom
- Symphyotrichum leonis (Britton) G.L.Nesom
- Symphyotrichum × longulum (E.Sheld.) G.L.Nesom
- Symphyotrichum lucayanum (Britton) G.L.Nesom
- Symphyotrichum martii (Baker) G.L.Nesom
- Symphyotrichum molle (Rydb.) G.L.Nesom
- Symphyotrichum moranense (Kunth) G.L.Nesom
- Symphyotrichum nahanniense (Cody) Semple
- Symphyotrichum novae-angliae (L.) G.L.Nesom – aster nowoangielski
- Symphyotrichum novi-belgii (L.) G.L.Nesom – aster nowobelgijski
- Symphyotrichum oblongifolium (Nutt.) G.L.Nesom
- Symphyotrichum ontarionis (Wiegand) G.L.Nesom
- Symphyotrichum oolentangiense (Riddell) G.L.Nesom
- Symphyotrichum parviceps (E.S.Burgess) G.L.Nesom
- Symphyotrichum patagonicum (Cabrera) G.L.Nesom
- Symphyotrichum patens (Aiton) G.L.Nesom
- Symphyotrichum peteroanum (Phil.) G.L.Nesom
- Symphyotrichum phlogifolium (Muhl. ex Willd.) G.L.Nesom
- Symphyotrichum pilosum (Willd.) G.L.Nesom
- Symphyotrichum plumosum (Small) Semple
- Symphyotrichum porteri (A.Gray) G.L.Nesom
- Symphyotrichum potosinum (A.Gray) G.L.Nesom
- Symphyotrichum praealtum (Poir.) G.L.Nesom – aster wysoki[13]
- Symphyotrichum pratense (Raf.) G.L.Nesom
- Symphyotrichum prenanthoides (Muhl. ex Willd.) G.L.Nesom
- Symphyotrichum priceae (Britton) G.L.Nesom
- Symphyotrichum puniceum (L.) Á.Löve & D.Löve – aster purpurowy[13]
- Symphyotrichum purpurascens (Sch.Bip.) G.L.Nesom
- Symphyotrichum pygmaeum (Lindl.) Brouillet & Selliah
- Symphyotrichum racemosum (Elliott) G.L.Nesom
- Symphyotrichum regnellii (Baker) G.L.Nesom
- Symphyotrichum retroflexum (Lindl.) G.L.Nesom
- Symphyotrichum rhiannon Weakley & Govus
- Symphyotrichum robynsianum (J.Rousseau) Brouillet & Labrecque
- Symphyotrichum × salignum (Willd.) G.L.Nesom – aster wierzbolistny
- Symphyotrichum schaffneri (S.D.Sundb. & A.G.Jones) G.L.Nesom
- Symphyotrichum × schistosum (E.S.Steele) G.L.Nesom
- Symphyotrichum sericeum (Vent.) G.L.Nesom
- Symphyotrichum shortii (Lindl.) G.L.Nesom
- Symphyotrichum simmondsii (Small) G.L.Nesom
- Symphyotrichum spathulatum (Lindl.) G.L.Nesom
- Symphyotrichum × subgeminatum (Fernald) G.L.Nesom
- Symphyotrichum subspicatum (Nees) G.L.Nesom
- Symphyotrichum subulatum (Michx.) G.L.Nesom
- Symphyotrichum × tardiflorum (L.) Greuter, M.V.Agab. & Wagenitz
- Symphyotrichum tenuifolium (L.) G.L.Nesom
- Symphyotrichum tradescanti (L.) G.L.Nesom – aster drobnokwiatowy
- Symphyotrichum trilineatum (Sch.Bip. ex Klatt) G.L.Nesom
- Symphyotrichum turbinellum (Lindl.) G.L.Nesom
- Symphyotrichum turneri (S.D.Sundb. & A.G.Jones) G.L.Nesom
- Symphyotrichum undulatum (L.) G.L.Nesom
- Symphyotrichum urophyllum (Lindl.) G.L.Nesom
- Symphyotrichum vahlii (Gaudich.) G.L.Nesom
- Symphyotrichum × versicolor (Willd.) G.L.Nesom – aster różnobarwny
- Symphyotrichum walteri (Alexander) G.L.Nesom
- Symphyotrichum welshii (Cronquist) G.L.Nesom
- Symphyotrichum × woldenii (Rydb.) G.L.Nesom
- Symphyotrichum yukonense (Cronquist) G.L.Nesom